# Bell P-63 Kingcobra
Bell P-63 Kingcobra je bilo ameriško lovsko letalo druge svetovne vojne.

## Zgodovina
Letalo je bilo razvito iz letala Bell P-39 Airacobra, z namenom izboljšanja pomanjklivosti le tega, predvsem na željo Letalstva ZDA, ki si je želelo letalo za taktično nastanitev, oz. uporabno kot lovec-bombnik. Med letoma 1941 in 1942 se tako rodi P-63 Kingcobra, od svojega predhodnika mnogo večje in močnejše letalo. Prvi primerki so dobavljeni leta 1943, vendar zaradi neznanih razlogov Letalstvo ZDA ne dobi veliko letal. Letalstvo ZDA ga sploh ne uporabi v drugi svetovni vojni, zato pa Sovjetska zveza dobi kar 2450 letal od skupno 3300 narejenih, kot pomoč zaveznikom. 300 letal dobi tudi osvobojeno ozemlje Francije, Vojno letalstvo Francije jih je uporabljalo še desetletje po koncu vojne. 
Po vojni mnoga letala uporabljajo za letalske dirke.